# If You Can Believe Your Eyes and Ears
If You Can Believe Your Eyes and Ears ist das Debütalbum der US-amerikanischen Musikgruppe The Mamas and the Papas, das im August 1966 vom Label Dunhill Records veröffentlicht wurde. Produzent des Albums war Lou Adler. An seiner Entstehung wirkten neben den Bandmitgliedern von The Mamas and the Papas namhafte Musiker wie P. F. Sloan und Hal Blaine mit. If You Can Believe Your Eyes and Ears enthält mit den als Singles veröffentlichten Liedern California Dreamin’ und Monday, Monday zwei der bekanntesten Werke der Gruppe, die sich als Klassiker etablierten. Das Debütalbum erreichte Nummer eins der Billboard 200 und wurde vom Rolling Stone zu den 500 besten Alben aller Zeiten gezählt.

## Entstehungsgeschichte und Veröffentlichung

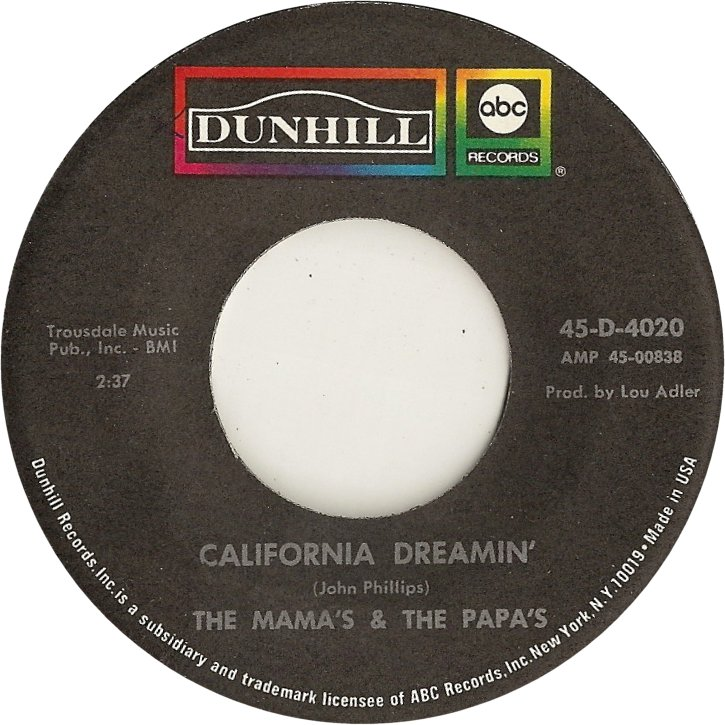
Die zweite Singleauskopplung von If You Can Believe Your Eyes and Ears: California Dreamin’

If You Can Believe Your Eyes and Ears entstand zwischen Oktober und November 1965 in Los Angeles. Vor den eigentlichen Aufnahmen verbrachten die Mitglieder der neu gegründeten Gruppe längere Zeit auf den Amerikanischen Jungferninseln, um sich dort besser kennenlernen zu können und zugleich an ihrem Stil zu arbeiten. John Phillips, der als Kopf der Band agierte und zudem einen Großteil der Lieder schrieb, wollte für das Debütalbum einen einzigartigen, „polierten“ Sound im Studio kreieren. Der wohl bekannteste Song des Albums, California Dreamin’, wurde von John und Michelle Phillips bereits 1963 geschrieben, als beide noch in New York City wohnten. Michelle Phillips verfasste den zweiten Vers des Songs und wird auch als Co-Autorin gelistet, dennoch erscheint auf einigen Platten der Singleauskopplung nur der Name von John Phillips.
Der Titel If You Can Believe Your Eyes and Ears entstammte einer Idee des Produzenten Lou Adler. Adler spielte hierbei auf die Diskrepanz zwischen dem Hippie-Lifestyle der Gruppe und ihren makellosen Gesangsarrangements an. In einem Interview mit dem Musikkritiker und Journalisten Barney Hoskyns für dessen Buch Waiting for the Sun: A Rock and Roll History of Los Angeles von 1996 drückte er sich folgendermaßen über seinen ersten Eindruck der Mamas and the Papas aus:

„Sie hatten gerade etwa 80 LSD-Trips hinter sich, waren irre und dreckig und quengelig und sangen dennoch wie absolute Engel.“

Neben den Bandmitgliedern wirkten mehrere namhafte Musiker an der Entstehung des Albums mit. So spielte Hal Blaine bei den Aufnahmen das Schlagzeug, während Larry Knechtel beim Titel Hey Girl am Keyboard zu hören ist. An den Aufnahmen beteiligte sich zudem auch der Sänger und Gitarrist P. F. Sloan. Die Titel des Albums bestehen aus Eigenkompositionen (7 Stück) und Coverversionen älterer Hits (5 Stück).
Das Albumcover zu If You Can Believe Your Eyes and Ears wurde von dem Fotografen Guy Webster (1939–2019) gestaltet und zeigt die Mitglieder von The Mamas and the Papas in einer Badewanne sitzend. Laut Aussage von Guy Webster entstand das Foto im Badezimmer eines Appartements aus den 1920er Jahren. Der Fotograf und die Bandmitglieder sollen bei der Entstehung des Fotos „stoned“ gewesen sein, nachdem Cass Elliot bei geschlossenen Fenstern und Türen Marihuana geraucht hatte. Das zunächst ausgewählte Cover war umstritten, da neben der besagten Badewanne auch eine Toilette zu sehen war, was einige Kritiker als anstößig empfanden. Diese Fassung des Albumcovers wurde deshalb bald durch „entschärfte“ Versionen ersetzt, auf denen die Toilette durch Schriftzüge wie „including California Dreamin’“ überdeckt oder schlicht weggeschnitten wurde. Frühe Drucke des Albums mit der Toilette sind mittlerweile begehrte Sammlerstücke und erreichen teilweise Preise von 300 US-Dollar.
Die Band wurde auf Cover und Label des Albums – grammatikalisch falsch mit Apostroph – als „The Mama’s and the Papa’s“ bezeichnet.
If You Can Believe Your Eyes and Ears wurde am 28. Februar 1966 veröffentlicht und erreichte als einziges Album der Gruppe Platz eins der Billboard-200-Charts. Zwei der insgesamt drei Singleauskopplungen wurden schon im Jahr zuvor veröffentlicht: Go Where You Wanna Go und California Dreamin’. Letzterer Titel konnte sich auf Platz vier der Single-Charts platzieren. Auch die dritte, im März 1966 ausgekoppelte Single Monday, Monday war äußerst erfolgreich und erreichte sogar die Spitze der Charts.

## Rezeption

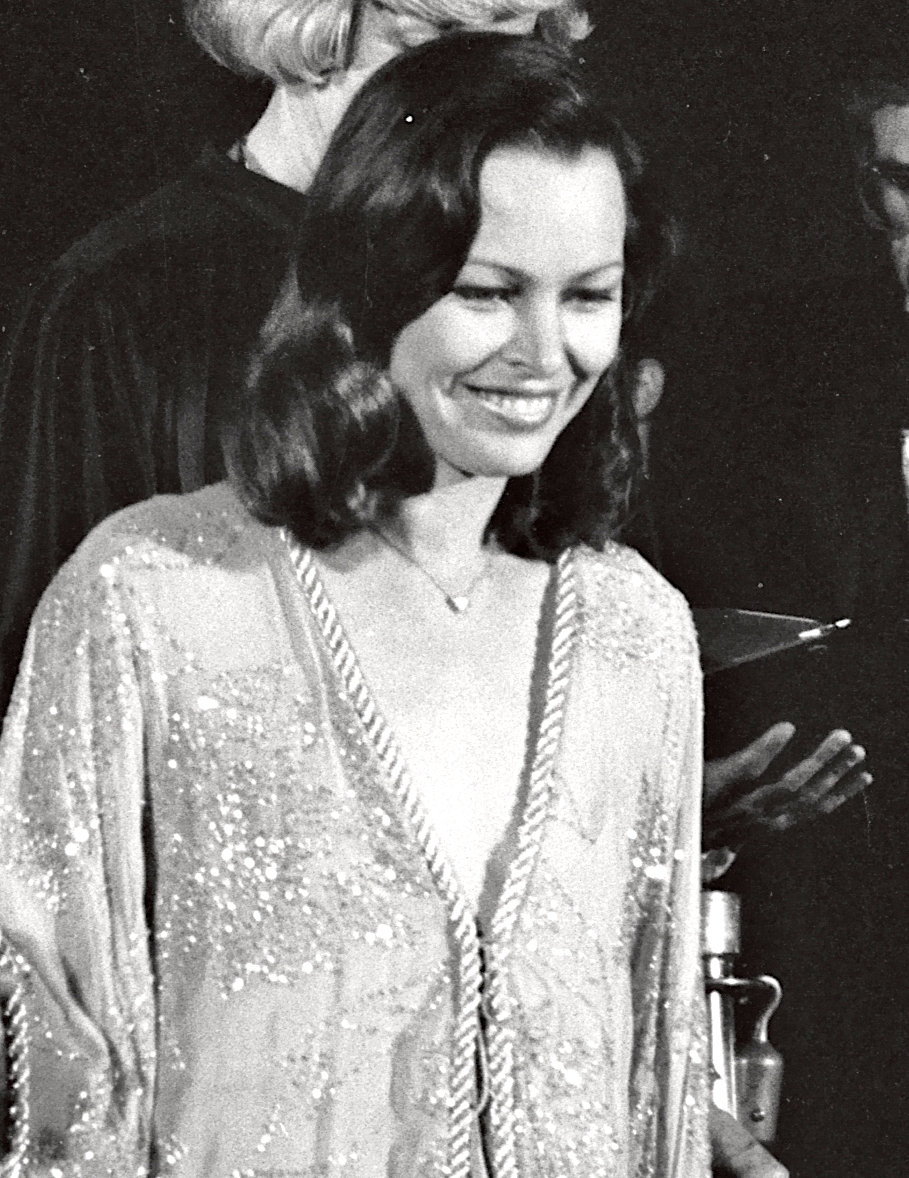
Co-Autorin von California Dreamin’ und letztes lebendes Mitglied der Gruppe: Michelle Phillips (1979)

Sowohl zeitgenössische als auch spätere Kritiken zu If You Can Believe Your Eyes and Ears fielen meist positiv aus. Bruce Eder von AllMusic verglich die Mühe, mit der das Album produziert sei, mit den Werken der Beatles. California Dreamin’ und Monday, Monday seien Titel, die wohl jeder Mensch kenne, der schon einmal Radio hörte. Die auf dem Album enthaltenen Coverversionen von Do You Want to Dance (im Original von Bobby Freeman, 1958) und Spanish Harlem (im Original von Ben E. King, 1960) bezeichnete Eder als die schönsten Fassungen dieser Lieder, die je aufgenommen wurden. Zudem merkte er an, dass keines der späteren Werke der Gruppe den „Glanz“ von If You Can Believe Your Eyes and Ears erreichen werde.
Auch die Kritik des Musikmagazins Rolling Stone fiel generell positiv, wenngleich hinterfragend aus. Rob Sheffield bezeichnete Cass Elliot als „wahren Rock-Outlaw“. Zusammen entwickle die Gruppe einen „unbestreitbaren erotischen Fluss“, den der Kritiker mit dem Liebesleben der einzelnen Bandmitglieder (insbesondere John und Michelle Phillips) verglich. Neben dem „verführerischen Klang“ würden die einzelnen Lieder jedoch auch teils ernste Themen ansprechen und den „Hippie-Traum“ entzaubern. Als Fazit bezeichnete Sheffield das Album und The Mamas and the Papas als „Club für einsame Herzen, der in vierstimmiger Harmonie unter Sex, Drogen und Rock & Roll leidet“.
2003 setzte der Rolling Stone das Album auf Rang 127 seiner Liste der 500 besten Alben aller Zeiten. Bei einer Neuauflage dieser Liste stieg If You Can Believe Your Eyes and Ears 2012 auf Rang 112.
Der Autor und Kritiker Robert Dimery zählte If You Can Believe Your Eyes and Ears 2005 zu den 1001 Albums You Must Hear Before You Die.
Zahlreiche Filme und Fernsehserien verwendeten Stücke aus If You Can Believe Your Eyes and Ears. Insbesondere California Dreamin’ fand unzählige Male Verwendung in der Popkultur, darunter in Filmen wie Forrest Gump. Monday, Monday war unter anderem in Die etwas anderen Cops zu hören. In Quentin Tarantinos 2019 erschienenem Film Once Upon a Time in Hollywood findet der Song Straight Shooter gesungen von Samantha Robinson als Abigail Folger Verwendung. Zuvor war der Titel in seiner Originalfassung bereits in einem Trailer des Films zu hören. Außerdem sind Cass Elliot und Michelle Phillips in einer Partyszene in der Playboy Mansion gespielt von Rachel Redleaf und Rebecca Rittenhouse zu sehen.

## Titelliste
Seite 1:

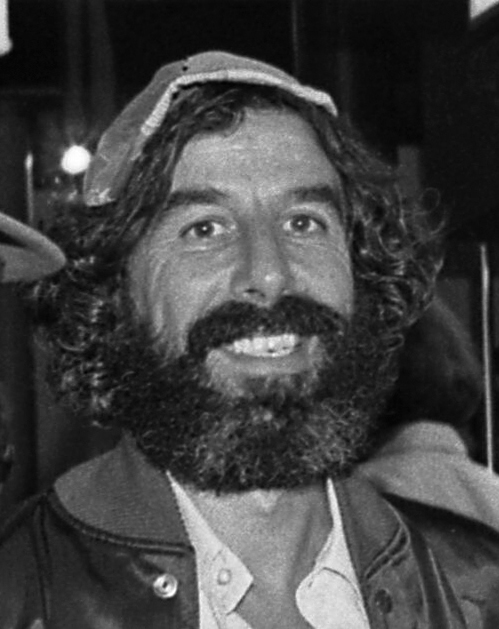
Der Produzent des Albums: Lou Adler (1973)

1. Monday, Monday (J. Phillips) – 3:28 *
2. Straight Shooter (J. Phillips) – 2:58
3. Got a Feelin’ (J. Phillips, Doherty) – 2:53
4. I Call Your Name (Lennon, McCartney) – 2:38
5. Do You Wanna Dance (Freeman) – 3:00
6. Go Where You Wanna Go (J. Phillips) – 2:29 *

Seite 2:
1. California Dreamin’ (J. Phillips, M. Phillips) – 2:42 *
2. Spanish Harlem (Leiber, Spector) – 3:22
3. Somebody Groovy (J. Phillips) – 3:16
4. Hey Girl (J. Phillips, M. Phillips) – 2:30
5. You Baby (Barri, Sloan) – 2:22
6. In Crowd (Page) – 3:12

* Singleauskopplung

## Chartplatzierungen
| ChartsChartplatzierungen       | Höchstplatzierung | Wochen |
| ------------------------------ | ----------------- | ------ |
| Vereinigte Staaten (Billboard) | 1 (105 Wo.)       | 105    |